# Цетиозавриды
Цетиозавриды (лат. Cetiosauridae) — семейство примитивных динозавров-зауроподов из группы Eusauropoda, живших в юрском и меловом периодах на территории Европы и Северной Африки. Название семейству впервые предложено Лайдеккером в 1888 году.

## Классификация
В настоящее время цетиозавров относят к группе Eusauropoda. В некоторых классификациях Cetiosauridae вместе с семейством Vulcanodontidae не включены в группу зауропод, поскольку считаются парафилетическими группами.
По данным сайта Fossilworks, на сентябрь 2016 года в семейство включают 1 вымерший род:
- Род Chebsaurus Mahammed et al., 2005
  - Chebsaurus algeriensis Mahammed et al., 2005

Второй род, Cetiosaurus, в 2013 году перенесён в группу Eusauropoda.